# St. Magdalena (Volary)

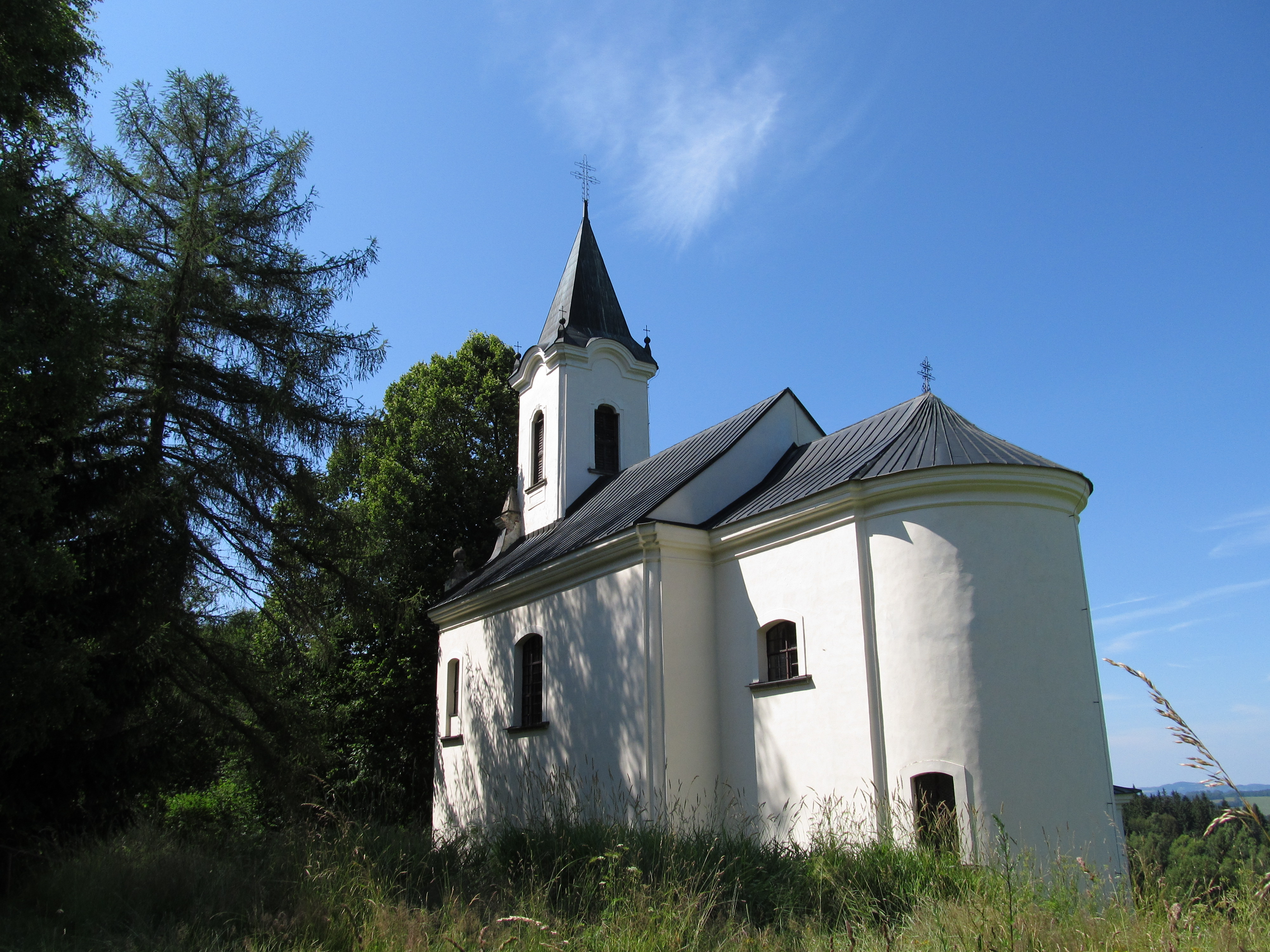
St.-Magdalena-Kirche nach der Renovierung 1993/95

Die Filialkirche St.-Magdalena-Kirche (tschechisch Kostel sv. (Maří) Magdalény) ist ein der heiligen Maria Magdalena geweihtes Kirchengebäude im Ortsteil Svatá Magdaléna von Volary im südböhmischen Okres Prachatice in Tschechien.

## Geschichte
Das Patrozinium der Kapelle liegt im Dunkeln, jedoch ist anzunehmen, dass es bereits die Büßerin Maria Magdalena war, die in Böhmen im Augustinereremitenorden verehrt wurde. Die Kapelle wurde in den Hussitenkriegen zerstört. Im 16. Jahrhundert wird wieder eine Kapelle genannt. Auf der zu Volary gehörenden Flur einer Waldglashütte entstanden im 16. Jahrhundert drei große Bauernhöfe, zu "St. Magdalena".
Im frühen 18. Jahrhundert ist von vielen Wunderheilungen die Rede. Der Legende zufolge habe an der Stelle des heutigen Altares eine Linde gestanden, als man sie fällen wollte, habe man darin eine Figur der heiligen Magdalena gefunden. Der Pilgerzustrom wuchs an, von Blinden-, Tauben- und Gelähmtenheilungen war die Rede. Die Gnadenfigur wurde in das 3,5 km entfernte Oberhaid verbracht, sei aber immer wieder auf wundersame Weise an ihren alten Platz zurückgekommen. Sicher ist, dass die Kapelle St. Magdalena schon zu Beginn des 17. Jahrhunderts ein bedeutender und weit bekannter Wallfahrtsort gewesen war. Durch die Opfergelder der Gläubigen verfügte die Kapelle St. Magdalena über ansehnliches Kapital.
Aus dem Jahr 1739 ist überliefert, dass die Kapelle baufällig geworden und dem Einsturz nahe war, woraufhin Patronatsherr Fürst Josef Adam zu Schwarzenberg den Baumeister Anton Erhard Martinelli mit der Planung für eine neue Kirche beauftragte. Der Bau kam erst nach dem Tod Martinellis unter Leitung des Krummauer Schlossbaumeisters Franz Fortin zur Ausführung. Am Magdalenentag 1754, dem 22. Juli, weihte der Wallerer Pfarrer die Kirche zu Ehren der heiligen Magdalena. Im Turm hing eine kleine Glocke, 1763 wurde eine zweite Glocke angebracht. Als 1797 das Gebälk der birnenförmigen Turmkuppel schadhaft geworden war, erhielt der Turm erhielt ein Pyramidendach. Beseitigt wurde auch ein Türmchen über dem Eingang an der Frontseite. Im 19. Jahrhundert erfuhr die Inneneinrichtung der Kirche noch Veränderungen.
Bis zur Wiederherstellung der Pfarrei Oberhaid im Jahr 1891 gehörte St. Magdalena als Nebenkirche zur Pfarrei Volary. Am Sonntag nach Magdalena hielt der Ortspfarrer einen Gottesdienst und es kamen die Gläubigen aus den umliegenden Pfarreien.
Seit den 1960er Jahren verfielen die Kirche und ihre Ausstattung. Durch den Einsatz des Förderkreises St. Magdalena in Augsburg unter Vorsitz von Otto Lang (1918–1999) in Zusammenarbeit mit Dekan František Honsa aus Volary konnte mit den Spenden der Barockbau in den Jahren 1993/95 wiederhergestellt werden. Zum Patrozinium am 22. Juli findet jedes Jahr ein Gottesdienst statt, zu dem auch  nach dem Zweiten Weltkrieg ausgesiedelte Deutsche in ihre alte Heimat kommen.